# Goniopteris cumingiana
Goniopteris cumingiana là một loài thực vật có mạch trong họ Thelypteridaceae. Loài này được (Kunze) de Jonch. & Sen mô tả khoa học đầu tiên năm 1981.